# حسن البلقية
السلطان حسن البُلْقية معز الدين والدولة (15 يوليو 1946 - ) هو السلطان التاسع والعشرون لسلطنة بروناي. يُعتبر السلطان حسن البلقية من أثرى أثرياء العالم، إذ ذكرت مجلة فوربس الأمريكية في نشرة لها حول أغنى ملوك العالم نشرت في 2008، أن قيمة ثروته تقدر ب(20 مليار) دولار أمريكي.

## نسبه
حسن بن عمر علي بن محمد بن هاشم بن عمر علي بن محمد بن تاج الدين بن عمر علي بن علاء الدين بن شاه مبين بن محيي الدين بن عبد الجليل الأكبر بن محمد حسين بن سيف الرجال بن عبد القهار بن بلقيه بن سليمان بن علي بن محمد بن بركات بن الحسن بن عجلان بن رميثة بن محمد أبو نمي بن الحسن بن علي بن قتادة بن إدريس بن مطاعن بن عبد الكريم بن عيسى بن الحسين بن سليمان بن علي بن عبد الله بن محمد الثائر بن موسى الثاني بن عبد الله الرضا بن موسى الجون بن عبد الله المحض بن الحسن المثنى بن الحسن السبط بن علي بن أبي طالب، وعلي زوج فاطمة بنت محمد ﷺ.
فهو الحفيد 42 لرسول الله محمد ﷺ في سلسلة نسبه.

## ذريته
السلطان حسن عنده خمسة أبناء وسبع بنات مع زوجاته الثلاث؛ زوجته الأولى هي ابنة خاله الملكة صالحة أنجبت له ستة أولاد. وزوجته الثانية الملكة مريم أنجبت له أربعة أولاد، وحدث الطلاق بينهما في العام 2003. وبعد أن طلق الملكة مريم تزوج من أزريناز مظهر حكيم في العام 2005 والتي تصغره بـ32 عاما وانفصل عنها في العام 2010 والتي أنجبت له ابن وابنة. وهم كالتالي:
1. رشيدة (1969)
2. متوكلة (1971)
3. المهتدي بالله (1974)
4. ماجدة (1976)
5. حفيظة (1980)
6. عبد العظيم (1982 - 2020)
7. عبد الملك (1983)
8. عظيمة (1984)
9. فضيلة (1985)
10. عبد المتين (1991)[9]
11. عبد الوكيل (2006)
12. أميرة (2008)

## روابط خارجية
- حسن البلقية على موقع الموسوعة البريطانية (الإنجليزية)
- حسن البلقية على موقع مونزينجر (الألمانية)